# نادي كوكسي
نادي كوكسي لكرة القدم ((بالإنجليزية: Futboll Klub Kukësi)‏) هو نادي كرة قدم ألباني يقع مقره في مدينة كوكس. يلعب الفريق حاليًا في الدوري الممتاز.

## وصلات خارجية
- الموقع الرسمي